# Katharina Münchberg
Katharina Münchberg (* 1969) ist eine deutsche Literaturwissenschaftlerin für romanische Sprachen mit den Schwerpunkten französische und italienische Literatur.

## Leben
Nach einem Studium in Tübingen, Freiburg, Paris und Verona schloss sie 1999 an der Universität Tübingen ihre Dissertation ab, wo sie 2003 auch mit einer Arbeit über Dantes Commedia habilitierte. Nach Vertretungsprofessuren an der Ruhr-Universität Bochum und der FU Berlin erhielt sie 2007 den Ruf auf die W3-Professur für Romanistische Literaturwissenschaft der Universität Trier.

## Forschungsschwerpunkte
Schwerpunkte ihrer Forschung sind Ästhetische Theorie, Romanische Literaturen des Mittelalters und der Moderne sowie Poetiken der Freundschaft. In ihren wissenschaftlichen Publikationen verfolgt sie dabei im Besonderen das Verhältnis von literarischem Werk und philosophischem Diskurs.

## Schriften

### Monographien
- René Char. Ästhetik der Differenz, Heidelberg 2000.
- Dante. Die Möglichkeit der Kunst, Heidelberg 2005.

### Wichtige Einzelveröffentlichungen
- Historizität der Literatur und Temporalität der ästhetischen Erfahrung, in: Zeitschrift für Ästhetik und Allgemeine Kunstwissenschaft 49/1 (2004), S. 29–54.
- Die Potentialität des Kunstwerks, in: Zeitschrift für Ästhetik und Allgemeine Kunstwissenschaft 51/2 (2006), S. 165–181.
- Der fliegende Pfeil. Paradigmen zu einer Poetik der Bewegung in der französischen Moderne, in: Zeitschrift für Ästhetik und Allgemeine Kunstwissenschaft 55/1 (2010), S. 69–89.
- Moralistischer Diskurs und ästhetisches Werk bei Paul Valéry, in: Moralistik. Explorationen und Perspektiven, hrsg. von Rudolf Behrens, Maria Moog-Grünewald (= Romanistisches Kolloquium XII). München (Fink) 2010, S. 375–393.

## Preise und Stipendien
- 1996–1998 Stipendium des Tübinger Graduiertenkollegs Pragmatisierung/Entpragmatisierung – Literatur als Spannungsfeld heteronomer und autonomer Bestimmungen
- 1999 Elise-Richter-Preis des Deutschen Romanistenverbandes für ihre Dissertation
- 2006–2007 Heisenberg-Stipendium der DFG